# 섬강

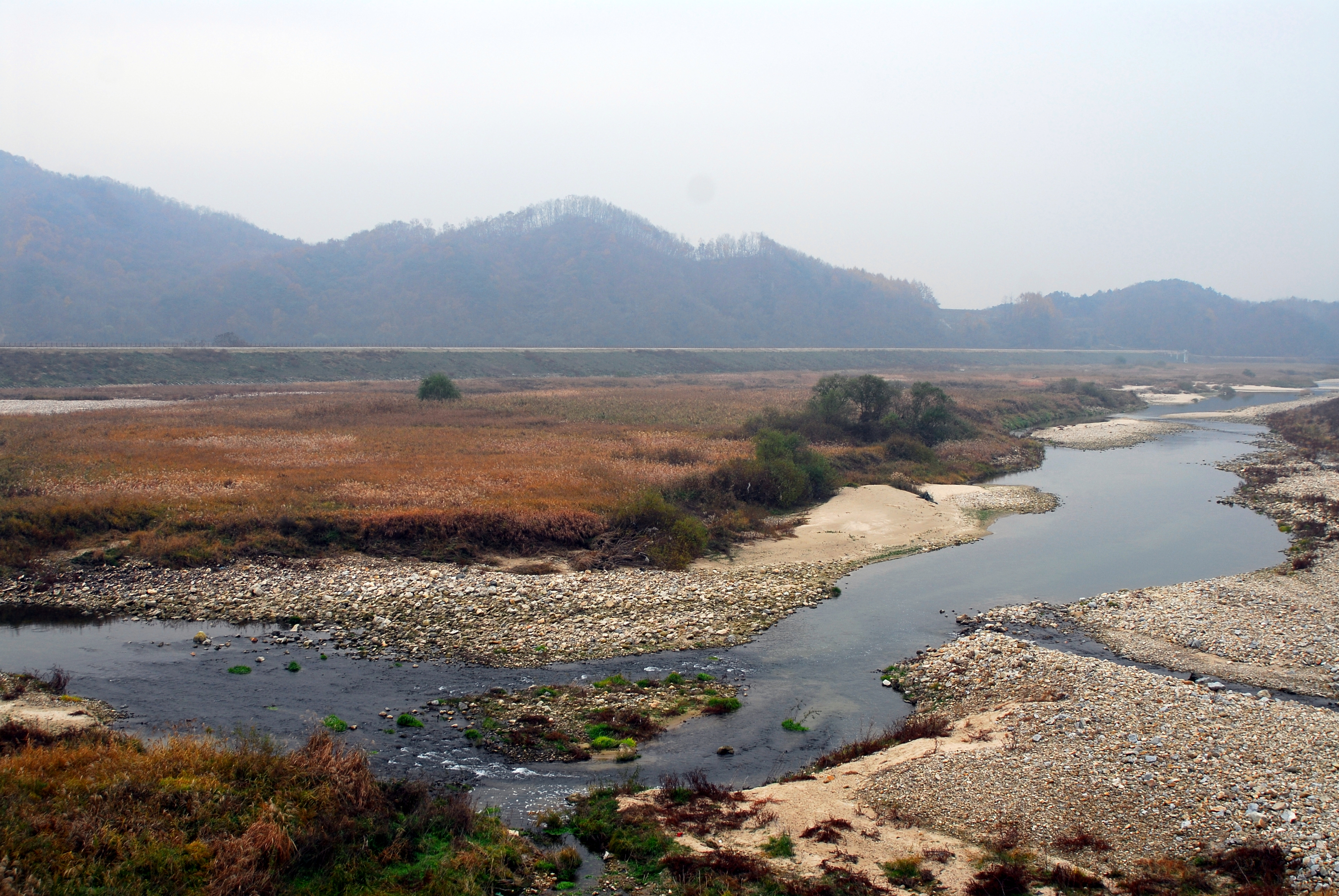
원주 흥법사지 부근을 흐르는 섬강

섬강(蟾江)은 한강의 지류로, 강원특별자치도 횡성군 태기산에서 발원하며 상류는 계천으로 부른다. 횡성군 대관대리에 횡성댐이 있으며 횡성댐으로 인해 생긴 호수가 횡성호다. 횡성호에는 물전시관,망향의 동산이 있다. 대관대리를 지나 횡성읍으로 오면서 금계천과 합류한다. 금계천과 합류하면서 국가하천으로 바뀌며 계천이 섬강으로 이름이 바뀐다. 횡성읍내의 북쪽을 지나며 남류하여 원주시에 들어선다. 원주시 북부를 굽이쳐 흐르며 남쪽으로 한강을 향해 흐른다. 국민관광지로 유명한 간현리가 있으며 간현역이 섬강 앞에 있다. 원주시 건등리와 문막리를 지나 경기도 여주시의 경계지점인 원주시 흥호리에서 한강과 합류한다.

## 지류
지류로는 구사천, 유동천, 대관대천이 계천에서 합류하고 금계천, 전천, 장양천, 옥산리천, 원주천, 일리천, 이리천, 삼리천, 석곡천, 궁촌천, 원심천, 부평천이 섬강에서 합류한다.

## 문학 속의 섬강
송강 정철이 강원도 관찰사로 부임한 후 쓴 〈관동별곡〉 ‘섬강이 어듸메뇨 치악(치악산)이 여기로다’ 구절에서 섬강이라는 이름으로 나온 것으로 봐서 옛날부터 섬강이라는 이름이 쓰였음을 알 수 있다.